# Acampe rigida
Acampe rigida är en orkidéart som först beskrevs av Francis Buchanan-Hamilton och James Edward Smith och som fick sitt nu gällande namn av Peter Francis Hunt.
Acampe rigida ingår i släktet Acampe och familjen orkidéer. Inga underarter finns listade i Catalogue of Life.

## Bildgalleri

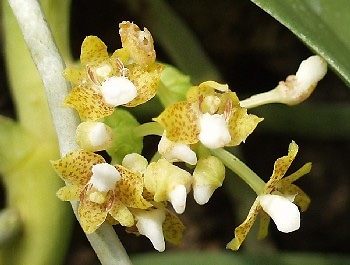
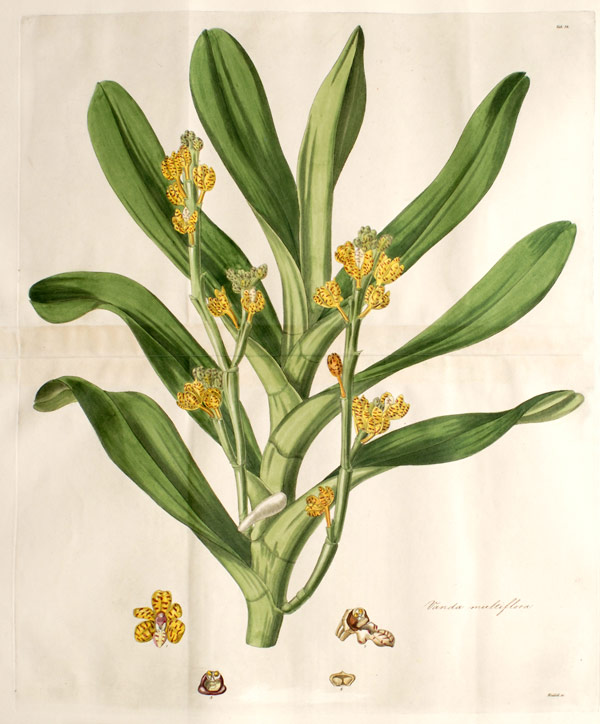